# 66. ceremonia wręczenia Złotych Globów
66. ceremonia wręczenia Złotych Globów odbyła się 11 stycznia 2009 roku w Beverly Hilton Hotel w Beverly Hills. Ceremonię transmitowała stacja NBC. Nominacje do nagród przyznawane przez Hollywoodzkie Stowarzyszenie Prasy Zagranicznej zostały zaprezentowane 11 grudnia 2008 roku przez prezydenta stowarzyszenia Jorge Camarę oraz aktorów Elizabeth Banks, Terrence’a Howarda i Rainna Wilsona również w Beverly Hilton Hotel. 8 grudnia, na 3 dni przed ogłoszeniem nominacji, do trójki prezenterów dołączyła aktorka Brooke Shields.
Nagrody podczas gali wręczali m.in. Jennifer Lopez, Salma Hayek, Drew Barrymore, Sacha Baron Cohen, Seth Rogen, Amy Poehler i Simon Baker. Swój udział potwierdzili również Johnny Depp, David Duchovny, Eva Longoria Parker, Megan Fox, Mark Wahlberg, zespół Jonas Brothers, Hayden Panettiere, Martin Scorsese, Zac Efron, Jessica Lange i Ricky Gervais.

## Laureaci i nominowani
Laureaci nagród wyróżnieni są wytłuszczeniem

### Produkcje kinowe

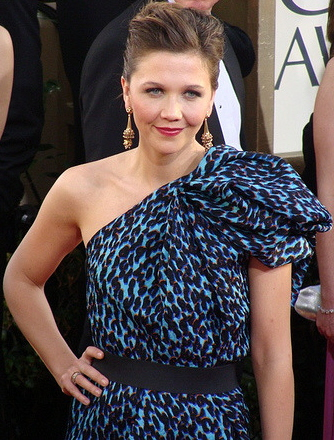
Maggie Gyllenhaal zagrała w nominowanym filmie Mroczny Rycerz.

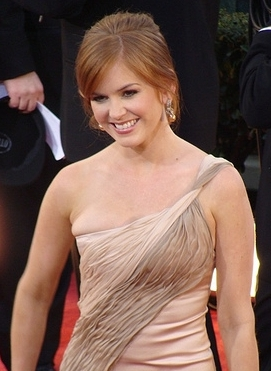
Isla Fisher pozuje na czerwonym dywanie.

#### Najlepszy film dramatyczny
- Slumdog. Milioner z ulicy
- Lektor
- Droga do szczęścia
- Frost/Nixon
- Ciekawy przypadek Benjamina Buttona

#### Najlepszy film komediowy lub musical
- Vicky Cristina Barcelona
- Happy-Go-Lucky, czyli co nas uszczęśliwia
- Tajne przez poufne
- Mamma Mia!
- Najpierw strzelaj, potem zwiedzaj

#### Najlepsza aktorka w filmie dramatycznym
- Kate Winslet − Droga do szczęścia
- Angelina Jolie − Oszukana
- Anne Hathaway − Rachel wychodzi za mąż
- Kristin Scott Thomas − Kocham cię od tak dawna
- Meryl Streep − Wątpliwość

#### Najlepsza aktorka w filmie komediowym lub musicalu
- Sally Hawkins − Happy-Go-Lucky, czyli co nas uszczęśliwia
- Meryl Streep − Mamma Mia!
- Frances McDormand − Tajne przez poufne
- Emma Thompson − Po prostu miłość
- Rebecca Hall − Vicky Cristina Barcelona

#### Najlepszy aktor w filmie dramatycznym
- Mickey Rourke − Zapaśnik
- Frank Langella − Frost/Nixon
- Leonardo DiCaprio − Droga do szczęścia
- Sean Penn − Obywatel Milk
- Brad Pitt − Ciekawy przypadek Benjamina Buttona

#### Najlepszy aktor w filmie komediowym lub musicalu
- Colin Farrell − Najpierw strzelaj, potem zwiedzaj
- Javier Bardem − Vicky Cristina Barcelona
- James Franco − Boski chillout
- Brendan Gleeson − Najpierw strzelaj, potem zwiedzaj
- Dustin Hoffman − Po prostu miłość

#### Najlepsza aktorka drugoplanowa
- Kate Winslet − Lektor
- Amy Adams − Wątpliwość
- Penélope Cruz − Vicky Cristina Barcelona
- Viola Davis − Wątpliwość
- Marisa Tomei − Zapaśnik

#### Najlepszy aktor drugoplanowy
- Heath Ledger − Mroczny Rycerz (pośmiertnie)
- Tom Cruise − Jaja w tropikach
- Robert Downey Jr. − Jaja w tropikach
- Ralph Fiennes − Księżna
- Philip Seymour Hoffman − Wątpliwość

#### Najlepszy reżyser
- Danny Boyle − Slumdog. Milioner z ulicy
- Sam Mendes − Droga do szczęścia
- Ron Howard − Frost/Nixon
- David Fincher − Ciekawy przypadek Benjamina Buttona
- Stephen Daldry − Lektor

#### Najlepszy scenariusz
- Simon Beaufoy − Slumdog. Milioner z ulicy
- Eric Roth i Robin Swicord − Ciekawy przypadek Benjamina Buttona
- John Patrick Shanley − Wątpliwość
- Peter Morgan − Frost/Nixon
- David Hare − Lektor

#### Najlepszy film zagraniczny
- Walc z Baszirem
- Gomorra
- Kocham cię od tak dawna
- / Baader-Meinhof
- / Uwiecznione chwile

#### Najlepsza muzyka
- A.R. Rahman − Slumdog. Milioner z ulicy
- Clint Eastwood − Oszukana
- Alexandre Desplat − Ciekawy przypadek Benjamina Buttona
- James Newton Howard − Opór
- Hans Zimmer − Frost/Nixon

#### Najlepsza piosenka
- „The Wrestler” z filmu Zapaśnik − muzyka i słowa: Bruce Springsteen
- „Down to Earth” z filmu WALL·E − muzyka: Peter Gabriel, Thomas Newman; słowa: Peter Gabriel
- „Gran Torino” z filmu Gran Torino − muzyka: Clint Eastwood, Jamie Cullum, Kyle Eastwood, Michael Stevens; słowa: Kyle Eastwood, Michael Stevens
- „I Thought I Lost You”  z filmu Piorun − muzyka i słowa: Miley Cyrus, Jeffrey Steele
- „Once in a Lifetime”  z filmu Cadillac Records − muzyka i słowa: Beyoncé Knowles, Amanda Ghost, Scott McFarnon, Ian Dench, James Dring, Jody Stree

#### Najlepszy film animowany
- WALL·E
- Kung Fu Panda
- Piorun

### Produkcje telewizyjne

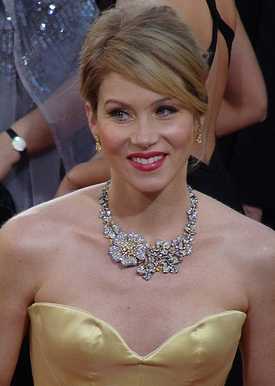
Christina Applegate, nominowana za rolę w serialu Kim jest Samantha?.

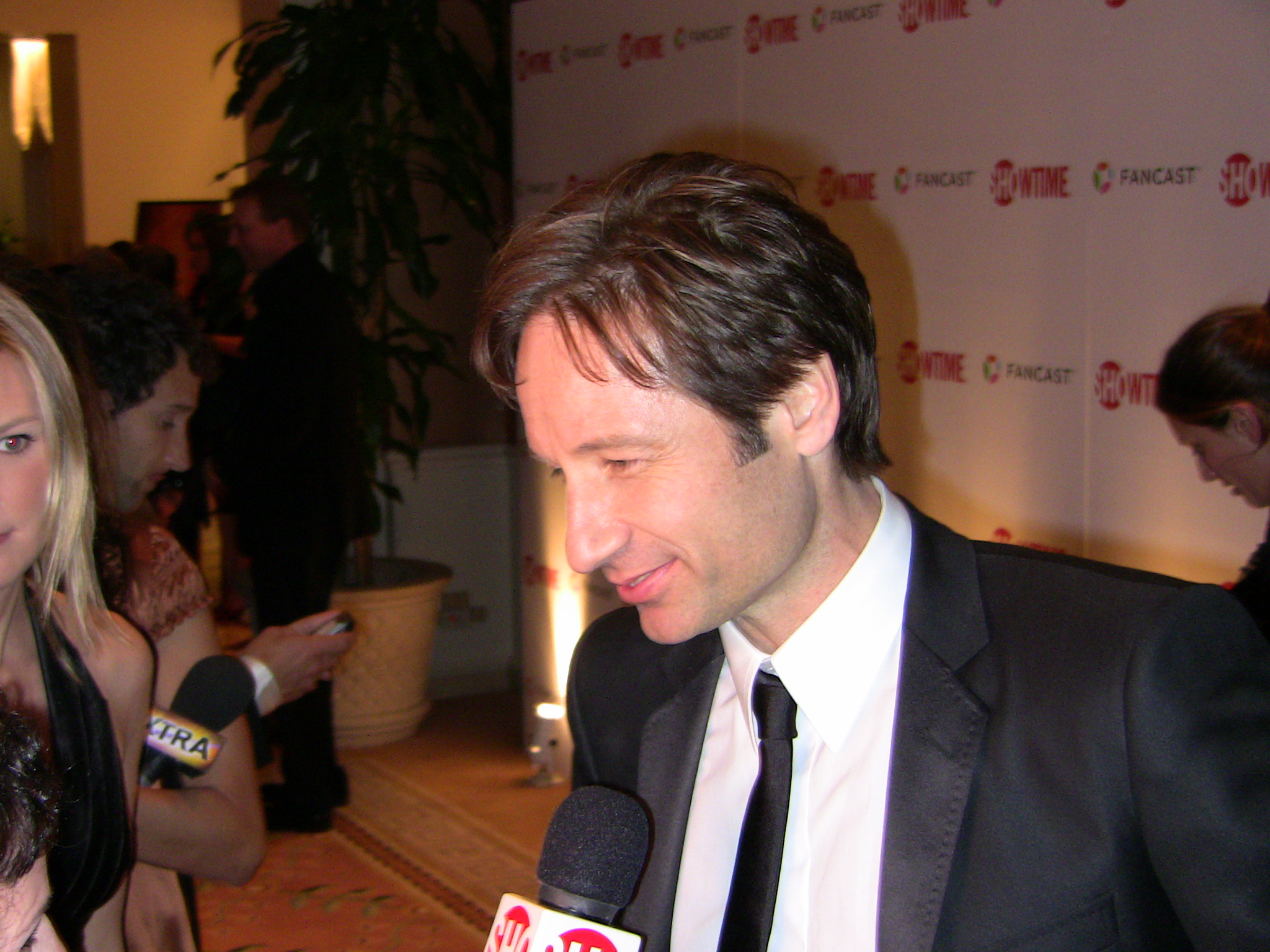
David Duchovny, nominowany za rolę w serialu Californication.

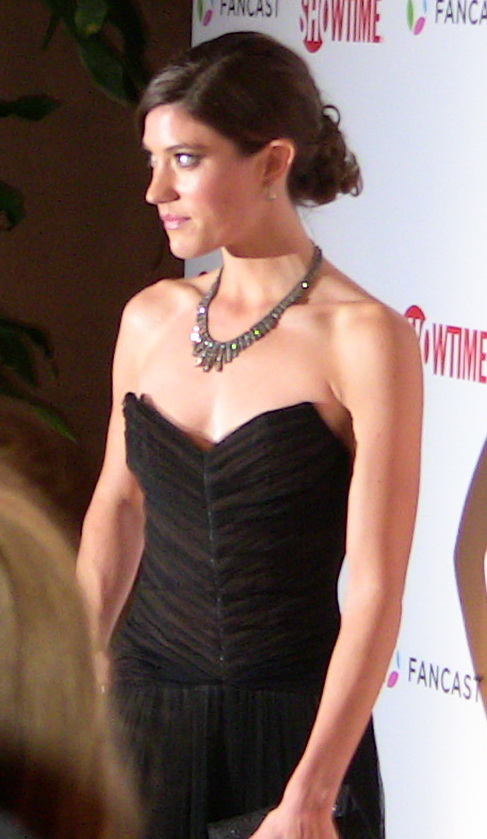
Jennifer Carpenter, gwiazda serialu Dexter.

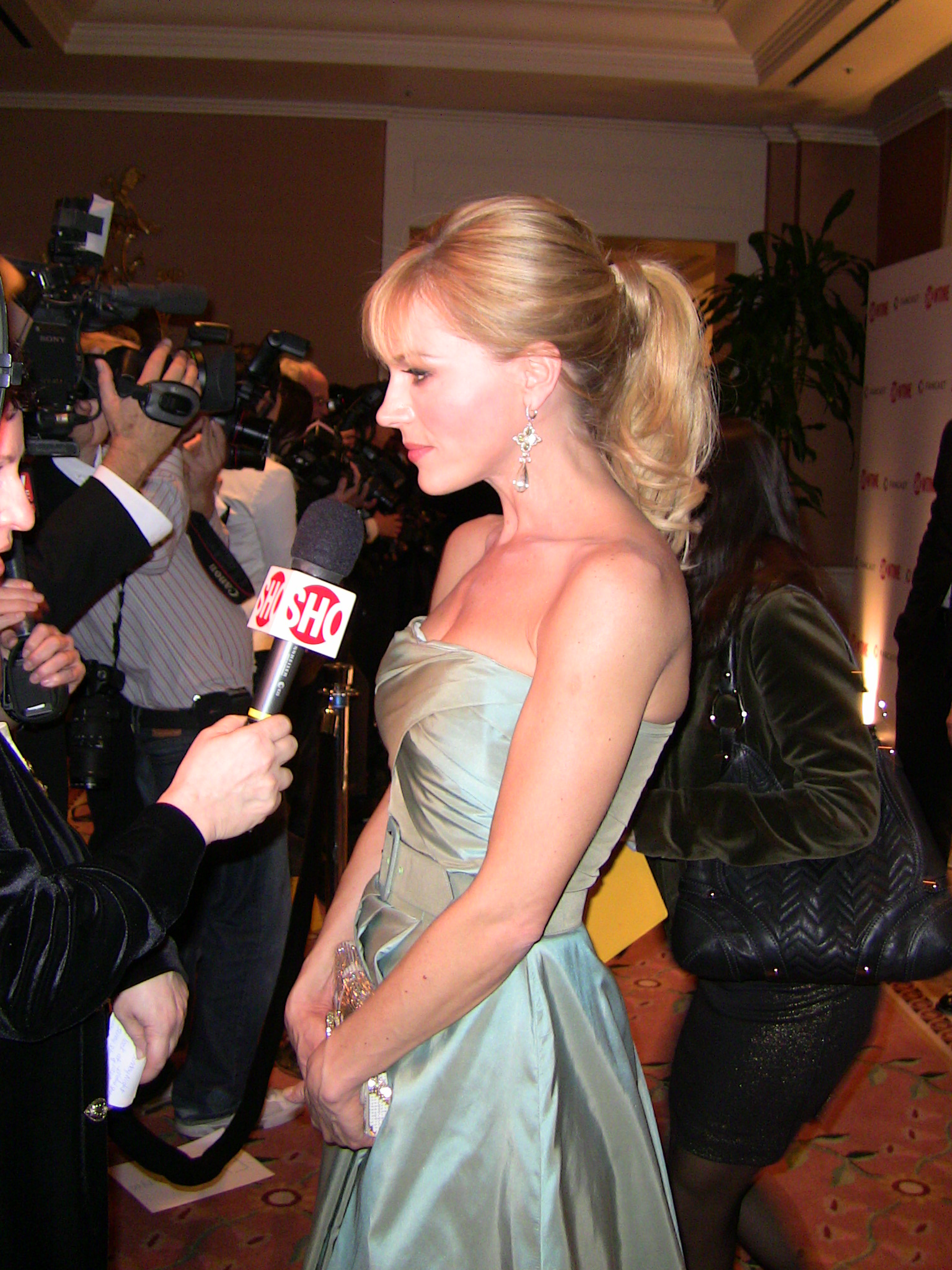
Julie Benz, gwiazda serialu Dexter.

#### Najlepszy serial dramatyczny
- Mad Men, AMC
- Braterstwo, Showtime
- Terapia, HBO
- Dr House, Fox
- Dexter, Showtime

#### Najlepszy serial komediowy
- Rockefeller Plaza 30, NBC
- Californication, Showtime
- Trawka, Showtime
- Ekipa, HBO
- Biuro, NBC

#### Najlepszy miniserial lub film telewizyjny
- John Adams
- Bernard i Doris
- Panie z Cranford
- Decydujący głos
- Narodziny w słońcu

#### Najlepsza aktorka w serialu dramatycznym
- Anna Paquin − Czysta krew
- Mariska Hargitay − Prawo i bezprawie
- January Jones − Mad Men
- Sally Field − Bracia i siostry
- Kyra Sedgwick − Podkomisarz Brenda Johnson

#### Najlepszy aktor w serialu dramatycznym
- Gabriel Byrne − Terapia
- Jonathan Rhys Meyers − Dynastia Tudorów
- Michael C. Hall − Dexter
- Jon Hamm − Mad Men
- Hugh Laurie − Dr House

#### Najlepsza aktorka w serialu komediowym
- Tina Fey − Rockefeller Plaza 30
- America Ferrera − Brzydula Betty
- Debra Messing − Żona wstępna
- Christina Applegate − Kim jest Samantha?
- Mary-Louise Parker − Trawka

#### Najlepszy aktor w serialu komediowym
- Alec Baldwin − Rockefeller Plaza 30
- David Duchovny − Californication
- Tony Shalhoub − Detektyw Monk
- Kevin Connolly − Ekipa
- Steve Carell − Biuro

#### Najlepsza aktorka w miniserialu lub filmie telewizyjnym
- Laura Linney − John Adams
- Judi Dench − Panie z Cranford
- Susan Sarandon − Bernard i Doris
- Shirley MacLaine − Coco Chanel
- Catherine Keener − Amerykańska zbrodnia

#### Najlepszy aktor w miniserialu lub filmie telewizyjnym
- Paul Giamatti − John Adams
- Ralph Fiennes − Bernard i Doris
- Kevin Spacey − Decydujący głos
- Tom Wilkinson − Decydujący głos
- Kiefer Sutherland − 24 godziny: Wybawienie

#### Najlepsza aktorka drugoplanowa w serialu, miniserialu lub filmie telewizyjnym
- Laura Dern − Decydujący głos
- Melissa George − Terapia
- Dianne Wiest − Terapia
- Rachel Griffiths − Bracia i siostry
- Eileen Atkins − Panie z Cranford

#### Najlepszy aktor drugoplanowy w serialu, miniserialu lub filmie telewizyjnym
- Tom Wilkinson − John Adams
- Neil Patrick Harris − Jak poznałem waszą matkę
- Denis Leary − Decydujący głos
- Jeremy Piven − Ekipa
- Blair Underwood − Terapia

### Nagroda Cecila B. DeMille’a
- Steven Spielberg (Z powodu nieodbycia się poprzedniej gali, wręczenie nagrody zostało przeniesione)

### Gwiazda Złotych Globów 2008
- Rumer Willis